# 손금주
손금주(孫今柱, 1971년 7월 29일 ~ )는 대한민국의 변호사 겸 정치인으로, 제20대 국회의원이다.

## 정치 활동
2018년 12월 더불어민주당에 입당을 신청한 바 있으나, 2019년 1월 더불어민주당은 "대선과 지방선거를 통해 타당의 주요 직책과 간부로서 우리 당 후보의 낙선을 위해 활동했고 지난 시기 활동에 대해 소명이 부족해 당원과 지지자들을 설득하지 못하고 있다"는 이유로 입당을 불허하였다.
2019년 11월 더불어민주당에 입당 불허 한적이 있으나 거부끝에 15일자로 재입당 하였다.문재인 정부 성공을 위해 최선을 다하겠다고 밝혔다.
2020년 21대 국회의원 선거에 나주화순 지역구에 공천되었다. 그는 더불어민주당 총회의에서 더불어민주당과 나주화순을 위해 최선을 다하겠다고 발언했다.이해찬더불어민주당 대표는 기대를 해보겠다고 말했다.

## 학력
- 조선대학교 부속중학교 졸업
- 광주고등학교 졸업
- ~ 1995 서울대학교 인문대학 국어국문학 학사
- ~ 2008 서울대학교 법과대학원 법학 석사

## 경력
- 1998: 제40회 사법고시 합격
- 2001: 제30기 사법연수원 수료
- 2001 ~ 2003: 수원지방법원 배석판사 (민사합의, 형사항소)
- 2003 ~ 2004: 서울중앙지방법원 판사(민사합의, 건설전담부)
- 2005 ~ 2008: 광주지방법원 순천지원 판사(민, 형사 단독)
- 2008: 서울동부지법 판사
- ~ 2009: 서울행정법원 판사
- 2009 ~ 2015: 서울특별시 동작구청 고문변호사
- 2009 ~ 2016: 법무법인 (유한) 율촌 파트너 변호사
- 2009 ~ 2016: 방송통신위원회 고문변호사, 행정심판위원회 위원
- 2010 ~ 2016: 방송통신위원회 이용자보호국 자문위원
- 2013 ~ 2016: 법제처 국민법제관 (방송통신)
- 2016.02: 국민의당 입당
- 2016.02 ~ 2016.12: 국민의당 정책위원회 부의장
- 2016년 4월 13일: 대한민국 제20대 국회의원 선거 당선(전남 나주시·화순군, 국민의당, 초선)
- 2016.05 ~ 2020.05: 제20대 국회의원 (전남 나주시·화순군, 국민의당→무소속→더불어민주당, 초선)
  - 2016.06 ~ 2017.07: 제20대 국회 전반기 산업통상자원위원회 간사
  - 2016.07 ~ 2017.07: 제20대 국회 산업통상자원위원회 법안심사소위원장
  - 2017.05 ~ 2017.11: 제20대 국회 전반기 예산결산특별위원회 위원
  - 2017.06 ~ 2017.07: 제20대 국회 대법관(박정화·조재연) 임명동의에 관한 인사청문특별위원회 간사
  - 2017.07 ~ 2018.02: 제20대 국회 전반기 산업통상자원중소벤처기업위원회 간사
  - 2017.07 ~ 2018.02: 제20대 국회 전반기 산업통상자원중소벤처기업위원회 법안심사소위원장
  - 2017.09: 제20대 국회 대법원장(김명수) 임명동의에 관한 인사청문특별위원회 간사
  - 2018.02 ~ 2018.05: 제20대 국회 전반기 산업통상자원중소벤처기업위원회 위원
  - 2018.07 ~ 2020.05: 제20대 국회 후반기 농림축산식품해양수산위원회 위원
  - 2018.07 ~ 2020.05: 제20대 국회 후반기 국회운영위원회 위원
  - 2019.07 ~ 2020.05: 제20대 국회 후반기 예산결산특별위원회 위원
- 2016.05 ~ 2017.01: 국민의당 수석대변인
- 2016.12 ~ 2017.03: 국회 탄핵소추위원단 위원
- 2017.01 ~ 2017.05: 국민의당 최고위원
- 2017.05 ~ 2017.11: 국민의당 수석대변인
- 2018.02: 국민의당 탈당
- 2019.11: 더불어민주당 입당
- 2020 ~ 현재: 법무법인(유한) 율촌 변호사
- 법무법인(유한) 율촌 우주항공팀장
- 2019.12 ~ 2020.03: 제21대 국회의원 선거 전남 나주시·화순군 더불어민주당 국회의원 예비후보
- 2020.03 ~ 2020.04: 제21대 국회의원 선거 더불어민주당 중앙선거대책위원회 법률지원단장
- 2020.03 ~ 2020.04: 제21대 국회의원 선거 더불어민주당 전라남도당 상임선거대책위원장
- 2021 ~ 2022: 대통령직속 4차산업혁명위원회 위원
- 상동교회 권사
- 2021.05 ~ 2025.05: 학교법인 삼일학원 이사
- 2022.02 ~ 2022.03: 제20대 대통령 선거 더불어민주당 이재명 대통령 후보 대한민국대전환 선거대책위원회 상황실 단장
- 2023.12 ~ 2024.03: 제22대 국회의원 선거 전남 나주시·화순군 더불어민주당 국회의원 예비후보

## 역대 선거 결과
| 실시년도 | 선거   | 대수 | 직책     | 선거구             | 정당     | 득표수   | 득표율          | 순위 | 당락 | 비고 |
| -------- | ------ | ---- | -------- | ------------------ | -------- | -------- | --------------- | ---- | ---- | ---- |
| 2016년   | 총선   | 20대 | 국회의원 | 전남 나주시·화순군 | 국민의당 | 45,350표 | \| \| 51.10% \| | 1위  |      | 초선 |
|          | 51.10% |      |          |                    |          |          |                 |      |      |      |

## 소속 정당
| 소속 정당 | 소속 정당    | 소속 기간 | 비고           |
| --------- | ------------ | --------- | -------------- |
|           | 국민의당     | 2016~2018 | 창당 정계 입문 |
|           | 무소속       | 2018~2019 | 탈당           |
|           | 더불어민주당 | 2019~현재 | 입당           |

## 같이 보기
- 나주시·화순군
- 나주시의 국회의원
- 화순군의 국회의원